# Aignay-le-Duc
Aignay-le-Duc település Franciaországban, Côte-d’Or megyében. Lakosainak száma 263 fő (2022. január 1.). Aignay-le-Duc Beaunotte, Étalante, Quemigny-sur-Seine, Duesme, Mauvilly, Moitron és Montmoyen községekkel határos.

## Népesség
A település népességének változása:
| Lakosok száma | 630  | 528  | 455  | 381  | 302  | 291  | 282  | 269  | 266  | 263  |
|               | 1968 | 1982 | 1990 | 2006 | 2013 | 2015 | 2017 | 2019 | 2020 | 2022 |